# Rumianek

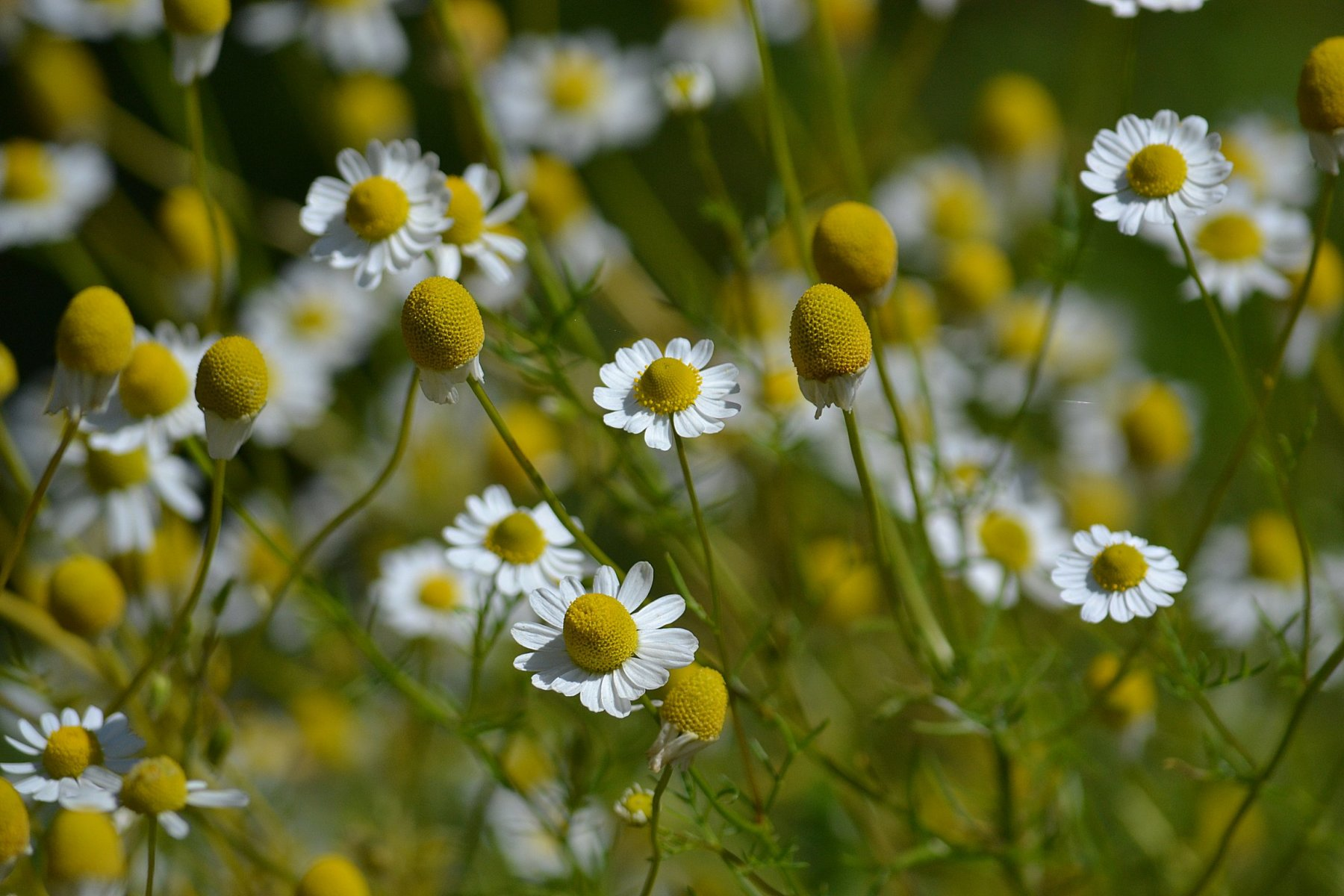
Rumianek pospolity

Rumianek (Matricaria L.) – rodzaj roślin z rodziny astrowatych. Obejmuje 5–6 gatunków. Rośliny te występują w całej strefie umiarkowanej półkuli północnej. W Polsce rodzaj reprezentowany jest przez dwa gatunki introdukowane i zadomowione.
W XX wieku popularnie stosowana była wobec tego rodzaju nazwa naukowa Chamomilla, czasem wciąż spotykana. W latach 90. tego wieku i na początku XXI wieku uznana została za niepoprawną.
Rumianek pospolity M. chamomilla jest popularną rośliną leczniczą, aczkolwiek o słabo dowiedzionych właściwościach leczniczych w badaniach klinicznych. Leczniczo i jako insektycyd wykorzystywany jest także rumianek bezpromieniowy M. discoidea.

## Rozmieszczenie geograficzne
Zasięg rodzaju obejmuje Amerykę Północną (na północ od Meksyku), północną Afrykę (od Makaronezji i Maroka po Egipt), niemal całą Europę i Azję (bez Archipelagu Malajskiego, Indochin). Na azjatyckim Dalekim Wschodzie, w niektórych krajach północnej Europy, strefie międzyzwrotnikowej i na półkuli południowej gatunki z tego rodzaju występują jako introdukowane. W Ameryce Północnej występują trzy gatunki, tyle samo w Europie, w Chinach obecne są dwa. Najszerzej rozprzestrzenione są dwa gatunki – rumianek pospolity M. chamomilla i bezpromieniowy M. discoidea, występujące w Ameryce i Eurazji. Oba te gatunki występują także jako rośliny introdukowane i zadomowione w Polsce.
Gatunki flory Polski
Nazwy naukowe na pierwszym miejscu podane są zgodnie z ujęciem taksonomicznym według Krytycznej listy roślin naczyniowych Polski, w drugiej kolejności podana jest nomenklatura zgodna ze współczesnymi bazami taksonomicznymi:
- rumianek bezpromieniowy Chamomilla suaveolens (Pursh) Rydb. ≡ Matricaria discoidea DC.
- rumianek pospolity Chamomilla recutita (L.) Rauschert ≡ Matricaria chamomilla L.

## Morfologia
PokrójRośliny jednoroczne osiągające zwykle do ok. 25 cm wysokości, rzadziej wyższe (do 80 cm), z korzeniem palowym, pędami zwykle aromatycznymi, nagimi lub rzadko owłosionymi. Łodygi pojedyncze lub jest ich kilka do kilkunastu, są wyprostowane lub podnoszące się, rzadko płożące, rozgałęzione lub nie.
LiścieSkrętoległe, przyziemne szybko zamierające. Liście zwykle siedzące, często z nasadą blaszki pochwiasto lub uszkowato obejmującą łodygę. Blaszka w zarysie łopatkowata do jajowatej, podwójnie lub trzykrotnie pierzastosieczna, z końcowymi odcinkami równowąskimi i całobrzegimi, często mniej lub bardziej podwiniętymi.
KwiatyZebrane w koszyczki kwiatowe umieszczone pojedynczo na szczytach gałązek, czasem tworzących luźne, baldachogroniaste kwiatostany złożone. Okrywa półkolista do miseczkowatej o średnicy 4–14 mm. Listki okrywy trwałe, liczne (25–50), ułożone zwykle w 3–4 rzędach, na brzegach błoniaste. Dno koszyczka stożkowato wypukłe, pozbawione plewinek, wewnątrz (na przekroju) puste. Brzeżne kwiaty języczkowate żeńskie i płodne, białe, zwykle w liczbie od 10 do 22 lub ich brak zupełnie. Wewnętrzne kwiaty rurkowate w liczbie ponad 125 do kilkuset, obupłciowe, żółte lub żółtawozielone, z koroną zwieńczoną 4 lub 5 trójkątnymi łatkami.
OwoceJajowato-stożkowate i zwykle mniej lub bardziej spłaszczone niełupki, z 5 żebrami, gładkie.

## Systematyka i nazewnictwo
Pozycja systematyczna
Rodzaj z podplemienia Matricariinae, plemienia Anthemideae, podrodziny Asteroideae i rodziny astrowatych Asteraceae.
Taksonomia
Do rodzaju Matricaria włączane były dawniej gatunki z rodzaju maruna Tripleurospermum, wyodrębnione najpierw na podstawie cech morfologicznych (liczba żeber na owocu), później także różnic biochemicznych i rozwojowych, w końcu także molekularnie potwierdzono brak bezpośredniego pokrewieństwa między tymi rodzajami. W 1974 roku Rauschert użył nazwy Matricaria w odniesieniu do rodzaju maruna, a Chamomilla dla rumianku. To rozstrzygnięcie taksonomiczne zostało podważone przez Bremera i Humphriesa w 1993. Utrzymanie nazwy Matricaria (jako nomen conservandum) w odniesieniu do rumianku postulowano kilkukrotnie w latach 90. i na początku XXI wieku. Nazwa ta utrzymana została ostatecznie w 2005 roku podczas Międzynarodowego Kongresu Botanicznego w Wiedniu. Mimo to wciąż nazewnictwo proponowane w latach 70.–80. XX wieku pojawia się w publikacjach, m.in. w wydanej w 2020 aktualizacji Krytycznej listy roślin naczyniowych Polski.
Wykaz gatunków
- Matricaria aurea (Loefl.) Sch.Bip.
- Matricaria chamomilla L. – rumianek pospolity
- Matricaria discoidea DC. – rumianek bezpromieniowy
- Matricaria occidentalis Greene
- Matricaria tzvelevii Pobed.

## Znaczenie w kulturze
Poczta Polska wyemitowała 7 maja 2020 roku znaczek pocztowy o nominale 8,40 złotych przedstawiający kwiat rumianku, opisany jako Rumianek. Matricaria L. (seria „Kwiaty i owoce”). Autorką projektu znaczka była Marzanna Dąbrowska. Druk wykonano techniką rotograwiury na papierze fluorescencyjnym, w nakładzie 5000 sztuk.